# Heimwehr

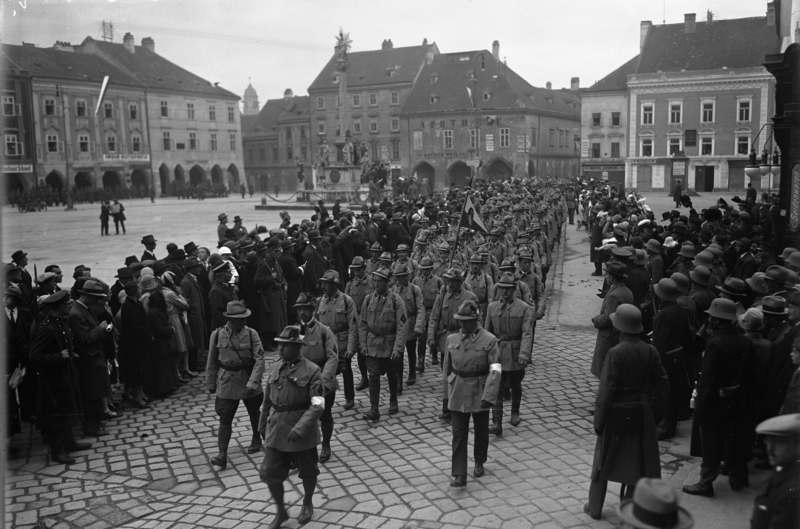
Марш «гаймверу», Вінер-Нойштадт, 1931

Гаймвер (нім. Heimwehr Німецька: [ˈhaɪmˌveːɐ̯] «самооборона»), іноді також Гайматшуц (нім. Heimatschutz Німецька: [ˈhaɪmatˌʃʊts] «захист батьківщини») — націоналістична, праворадикальна, австрофашистська, початково напіввійськова організація в Австрії у 1920-х і 1930-х роках, методами, устроєм та ідеологією схожа на німецький фрайкор. Незважаючи на несприйняття парламентської демократії, підтримувала політичне угруповання, відоме під назвою Heimatblock, яке співпрацювало з консервативним урядом Енгельберта Дольфуса. 1936 року указом канцлера Курта фон Шушніга влилася до лав Вітчизняного фронту. Замінена міліцією, яка, як припускалося, була менш схильною до заворушень проти режиму — «фронтміліц» (нім. Frontmiliz).